# Museum of Modern Art
Pour les articles homonymes, voir Moma (homonymie).
Le Museum of Modern Art, connu sous l'acronyme MoMA, est un musée d'art moderne et contemporain inauguré en 1929 et situé depuis 1939 dans le quartier de Midtown à Manhattan, New York sur la 53e rue, entre les cinquième et sixième avenues.
Le MoMA fait partie des musées d'art moderne les plus importants et les plus influents dans le monde. La collection du MoMA offre un aperçu de l'art moderne et contemporain, principalement européen et américain ; elle comprend plus de 200 000 oeuvres, des dessins, peintures, estampes, sculptures, photographies, des œuvres d'architecture et de design, des livres illustrés et livres d’artistes, des films et des médias électroniques.
La bibliothèque du MoMA comprend environ 300 000 livres et catalogues d'expositions, plus de 1 000 titres de périodiques et plus de 40 000 fichiers éphémères sur des artistes ou des mouvements. Les archives contiennent des sources primaires liées à l'histoire de l'art moderne et contemporain.

## Histoire
Au milieu des années 1920, trois femmes, Abby Aldrich Rockefeller, (épouse de John D. Rockefeller, Jr.) et deux de ses amies, Lillie P. Bliss (en) et Mary Quinn Sullivan (en), mécènes influentes et progressistes, perçoivent la nécessité d'offrir une alternative aux politiques conservatrices des musées traditionnels aux États-Unis,. Réussissant à persuader l'industriel et banquier Anson Goodyear (en) de les soutenir, lequel avait été l'un des plus gros mécènes de l'Albright–Knox Art Gallery (Buffalo), elles décident de créer une institution vouée exclusivement à l'art moderne qui aura pour rôle de conserver des œuvres connues mais surtout d'ouvrir ses portes à de jeunes artistes contemporains, avec une conception large de l'art, ouverte sur la vie. Alfred Barr en est le premier directeur,. Aucune institution muséale consacrée à l'art contemporain n'existait à New York auparavant, si l'on excepte le Museum of Living Art fondé par Albert Eugene Gallatin (en) à la New York University (1925) et la collection Société Anonyme, Inc. fondée par Katherine Dreier et Marcel Duchamp et hébergée par le Brooklyn Museum (1927)[réf. nécessaire]. Le 8 novembre 1929 une grande exposition est organisée dans le Heckscher Building au 730 Fifth Avenue, un local prêté pour l'occasion, réunissant 35 Cézanne, 28 Van Gogh, 21 Gauguin et 17 Seurat, permettant de récolter des fonds destinés au nouveau musée.
L'institution reçoit également le mécénat de la philanthrope Louise Crane, compagne de la femme politique républicaine Victoria Kent, dans les années 1930.

### Bâtiments
Au cours de son histoire, le musée a occupé successivement un espace de bureaux loué sur la Cinquième avenue en novembre 1929 quelques jours après le krach boursier ; en 1932 une maison de ville louée aux Rockefeller ; en 1937 des locaux temporaires au rez-de-chaussée du Rockefeller Center.
En 1939, un bâtiment conçu par les architectes modernistes Philip L. Goodwin et Edward Durell Stone  est construit au 11 West 53e rue, son emplacement depuis cette date, pour le dixième anniversaire du musée,. Il est conçu dans le style international, associant des idées de l'école du Bauhaus et des techniques de construction en acier et en verre. Il contraste avec les immeubles voisins et marque aussi une rupture avec le style néoclassique ou avec les modèles de temple ou de palais, jusqu'alors retenus pour les institutions muséales: pas d'escalier monumental, pas de colonnes, pas de rotonde, etc. C'est le premier exemple, dans le monde, d'application du style international à un musée.
Ce bâtiment a connu des agrandissements signés par l'architecte Philip Johnson (membre du conseil d'administration) en 1951 et 1964. La reconfiguration du Abby Aldrich Rockefeller Sculpture Garden a également été signée par Philip Johnson en 1953. En 1984, le musée est pourvue d'une extension par Cesare Pelli et en 2004, une rénovation et adjonction majeure est réalisée sous la conduite de Yoshio Taniguchi,,.
Au début des années 2010, le musée rachète le siège de l'American Folk Art Museum pour construire une nouvelle extension.
La dernière opération de rénovation et d'extension est menée par le cabinet d'architectes Diller Scofidio + Renfro ; la livraison est prévue après quatre mois de fermeture du musée du 15 juin au 21 octobre 2019.
De son ouverture en 1929 jusqu'au XXIe siècle le MoMA n'a cessé de modifier, d'agrandir, tant ses bâtiments que ses collections ; le MoMA est passé du statut d'entité expérimentale, incertaine à la proclamation triomphante le désignant comme le musée d'art moderne de New York.

### Collection

#### Projet initial d'Alfred Barr
Les trustees, Abby Aldrich Rockefeller et deux de ses amies, Lillie P. Bliss et Mary Quinn Sullivan, avaient choisi Alfred Barr comme directeur, alors qu'il n'avait que vingt-sept ans, parce qu'il avait participé à un séminaire de Paul Sachs puis, en sa qualité de professeur au Wellesley College, avait élaboré et donné un cours visionnaire sur l'art moderne, une première aux États-Unis.
Il avait été formé en histoire de l'art à université de Princeton et à celle d'Harvard. Par ailleurs, une visite au Bauhaus en 1927 l'avait sensibilisé à une approche pluridisciplinaire, ouverte à de nombreuses pratiques artistiques, une approche novatrice pour l'époque.
Lors de la première exposition du MoMA en 1929, Alfred Barr explique ses choix et sa démarche pour ce musée d'art moderne. Le projet initial de Barr inclut des départements consacrés à la peinture et à la sculpture, mais aussi au dessin, à la gravure, à la photographie, à la typographie, au design commercial et design industriel, à l'architecture (proposant une collection de projets et de maquettes), à la scénographie, au mobilier et aux arts décoratifs. Une filmothèque, devait aussi être créée. Pourtant le conseil d'administration, craignant que le public ne soit pas prêt à accepter ces nouvelles formes d'art, réduit sensiblement les extensions envisagées par Alfred Barr, de sorte que le texte final indique simplement : « À l'avenir, les collections du musée s'étendront au-delà de la peinture et de la sculpture pour inclure des départements dédiés au dessin, à la gravure et à d'autres secteurs de l'art moderne ».
Une autre difficulté est de le sens d'une collection permanente pour un musée d'art moderne. L'art considéré comme moderne n'a-t-il pas vocation à devenir un art ancien au fil des ans ? Alfred Barr imagine initialement une relation complémentaire entre la mission de ce nouveau musée dont il a la charge et celle du Metropolitan Museum of Art, faisant l'analogie avec la relation entre le musée du Luxembourg et le Louvre à Paris qui, ensemble, donnaient au public la possibilité de voir l'art d'aujourd'hui et l'art du passé. Il imagine le MoMA comme une institution toujours en mouvement, à l'image d'une torpille : le « nez » de la torpille représentant le présent, son corps l'art des cinquante dernières années et sa traîne le délestage au fil des ans des œuvres les plus anciennes de façon à ne conserver que l'essentiel. Mais un tel système de transfert entre les collections du MoMA er celles du Met ne fonctionne que quelques années.

#### Constitution des collections

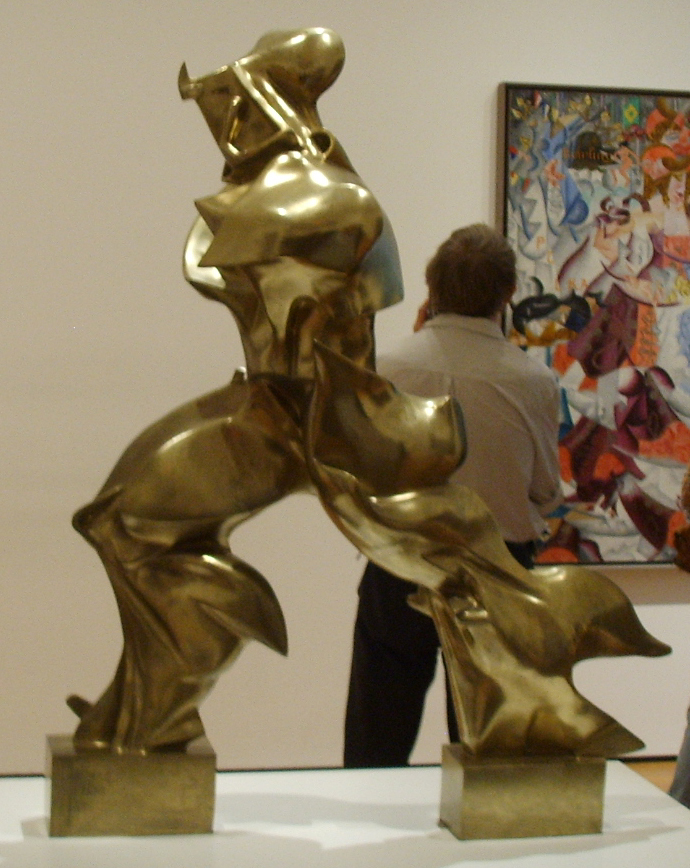
Umberto Boccioni, sculpture.

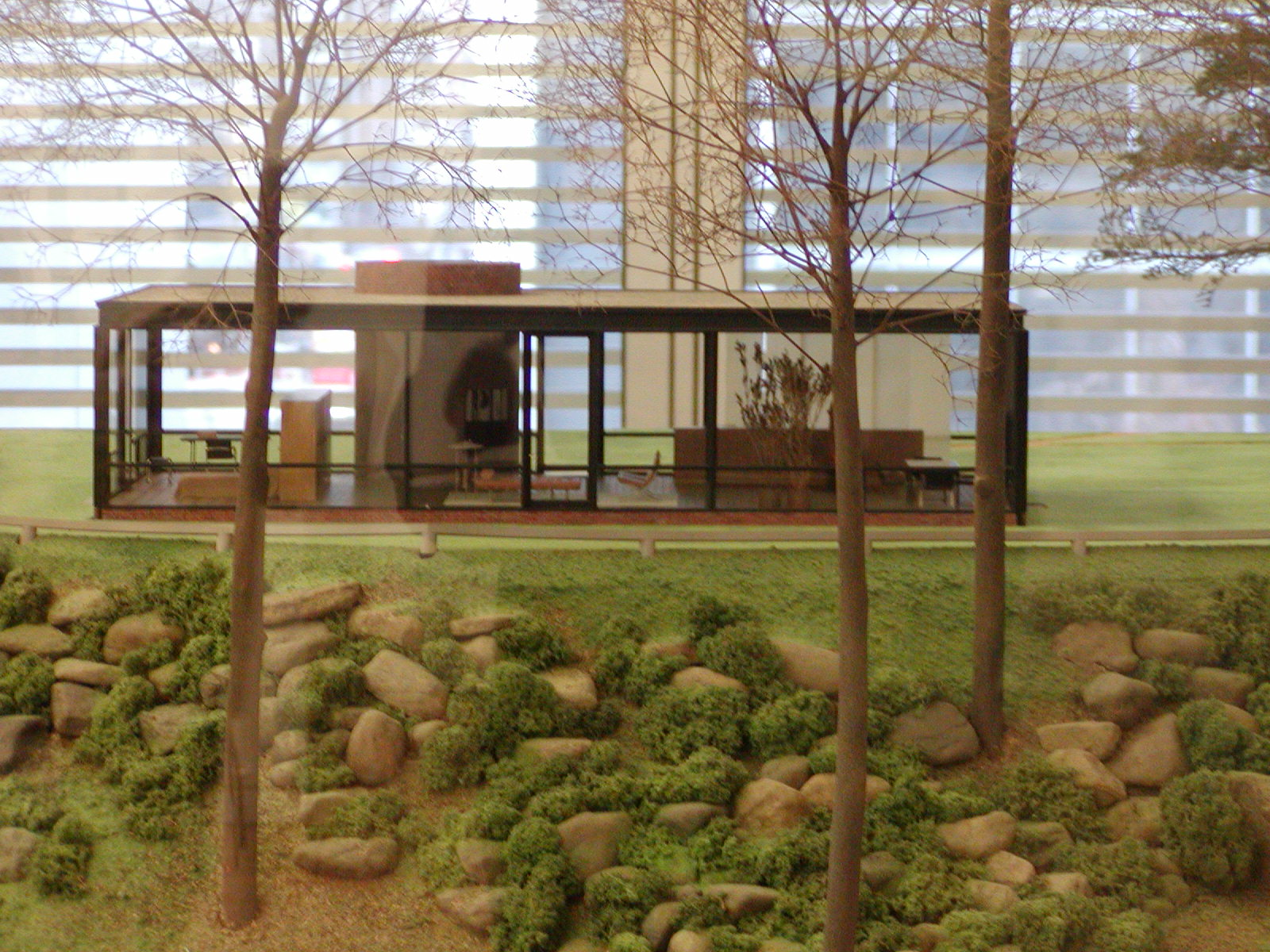
Philip Johnson, maquette maison de verre.

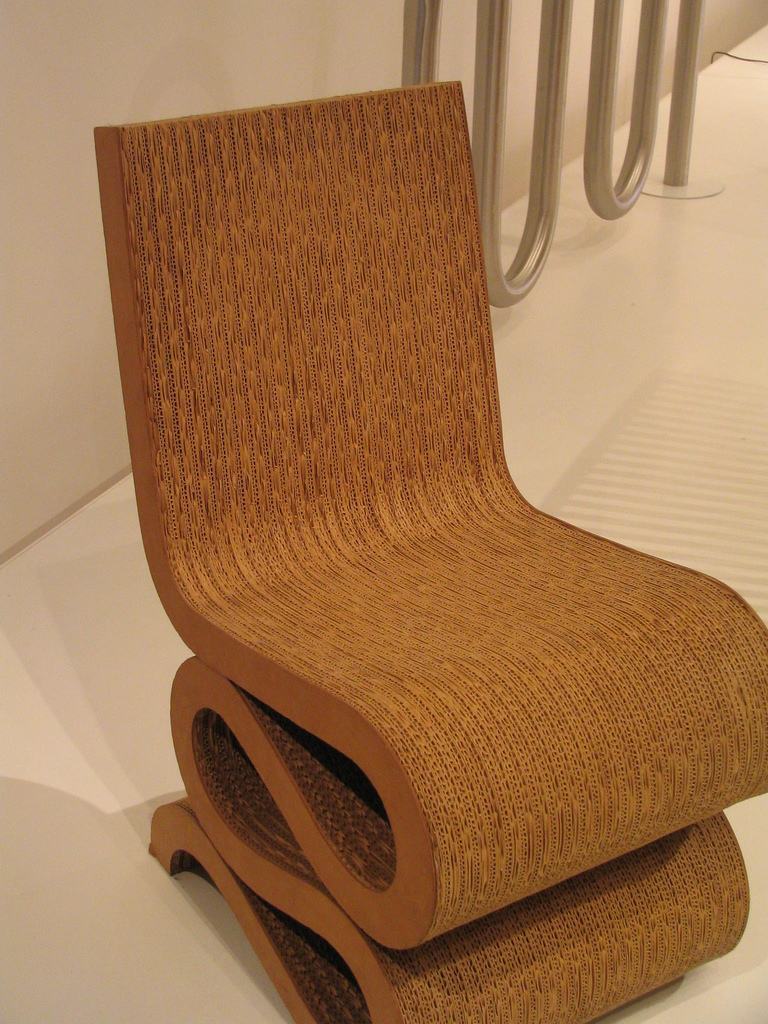
Gehry chair.

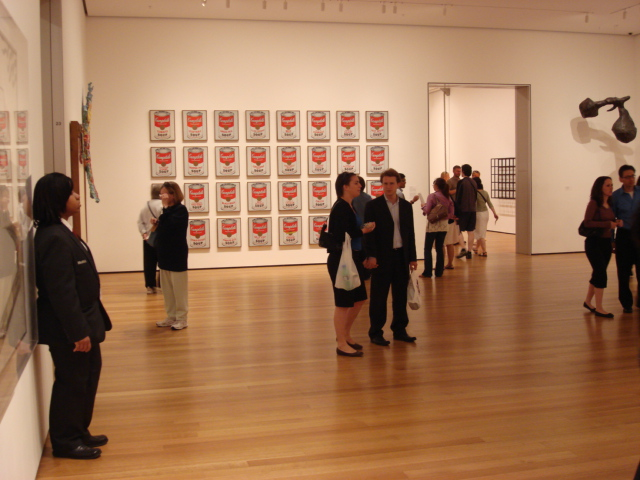
Andy Warhol, Campbell's Soup Cans.

Le musée constitue sa collection au fil des décennies et souvent au fil des expositions par quatre générations de conservateurs aux sensibilités diverses, elles ont aussi été très largement enrichies de dons extérieurs émanant de collectionneurs dont l'apport est déterminant. Un des points de départ de la collection du MoMA est ainsi le legs de Lillie P. Bliss, une des fondatrices, qui se concrétise en 1934. Ainsi, les Baigneurs (1885) de Paul Cézanne, présenté lors de la première exposition le 7 novembre 1929, est reçu grâce à ce legs de Lillie P. Bliss en 1934 et est l'un des premiers tableaux à entrer dans les collections du MoMA. House by the Rail Road (1925), une œuvre de Edward Hopper, fut elle aussi l'une des toutes premières œuvres à entrer dans les collections. Elle fut d'abord prêtée par son propriétaire Stephen C.Clark (héritier des machines à coudre Singer qui entra au conseil d’administration du MoMA pour la deuxième exposition du musée, Paintings by Nineteen Living American artists en décembre 1929. Peu après la fin de l'exposition Stephen Clark offre, de façon anonyme, le tableau au musée. Ces donations sont essentielles pour le jeune musée car au début, sans fonds destinés aux achats, Barr doit compter sur la générosité des trustees et autres mécènes pour commencer à constituer la collection. Cependant, si le premier directeur était très reconnaissant des dons reçus, il brûlait de mettre en place une politique d'acquisition cohérente et contrôlée. « L'élaboration d'une collection ne peut pas être laissée au hasard », affirme-t-il.
Dès la création, Alfred Barr voulait que ce musée soit ancré dans son époque mais ne renie pas le passé. C'est pourquoi il choisit de présenter lors de la première exposition en 1929 des artistes de la toute fin du XIXe siècle, ceux de la deuxième génération comme Gauguin, Seurat, Van Gogh, et dans les expositions suivantes Matisse et Picasso (non représentés au MET).
En 1929, la date de 1880 correspondait au début d'une période de près de cinquante ans d'un esprit moderne que le musée se proposait de faire connaître au public new-yorkais.
La quasi-totalité des disciplines encore collectionnées aujourd'hui, la peinture et la sculpture, l'architecture et le design, le dessin et les estampes comme les livres d'artistes, le cinéma et la photographie font leur entrée dans les collections dès la première décennie de l'institution[source insuffisante].
Le MoMA est l'un des premiers musées d'art au monde à se doter, en 1940, d'un département spécifique consacré à la photographie, fondé par Beaumont Newhall[source insuffisante] ; cela contribue fortement à la reconnaissance de celle-ci comme un art à part entière et a eu une grande influence dans l'acceptation de la photographie par d'autres musées à travers le monde[source insuffisante].

#### Organisation et évolutions
Au sein d'une organisation administrative relativement stable, les objets collectionnés par les départements sont fort divers et leur définition en constante transformation, épousant, parfois avec un temps de retard, l'évolution des pratiques et des technologies[source insuffisante].
Par exemple, la collection des œuvres sur papier, d'abord circonscrite au seul dessin noir et blanc jusqu'aux années 1950, s'est ouverte, progressivement et tardivement, à d'autres pratiques, du collage à la couleur, quand dans le même temps, les estampes s'ouvraient aux multiples et à l'affiche avec par exemple les œuvres dérivées de Ronald Haeberle.
L'autonomisation, à la fin des années 1960, du dessin et de l'estampe, jusqu'alors du ressort du département de Peinture et de Sculpture, a lieu au moment où ces pratiques deviennent centrales pour les avant-gardes de la période.
L'architecture, longtemps limitée à la présentation de dessins, plans ou maquettes, s'est tournée depuis peu[Quand ?] de manière volontariste vers la photographie et l'image animée. De la même manière, le département de Photographie, dirigé de 1947 à 1962 par Edward Steichen, responsable de l'exposition The Family of Man, n'a commencé que dans les années 1960 à prendre en compte dans ses collections des formes de photographie non artistique, notamment la pratique amateur.
Alors que le MoMA est souvent perçu[Par qui ?] comme le dépositaire d'un vision élitiste de l'art moderne (n'exposant que des artistes mondialement connus), la culture populaire a pourtant été prise en compte tôt[Quand ?] par nombre de ses départements : dans les années 1930, sous l'impulsion de John Hay Whitney, Iris Barry, première directrice de la Film Library, a pu faire l'acquisition pour le musée d'un film de Walt Disney, (Steamboat Willie de 1928) et du film d'Eisenstein (Le cuirassé Potemkine sorti en 1925), l'un est l'exemple le plus éclatant[non neutre] d'un film de divertissement et l'autre d'un film d'auteur. Siegfried Kracauer travaillera également pour la film library.
Quant au design, dès l'exposition « Machine Art » de 1934, le MoMA a affirmé des critères très stricts[Lesquels ?] dont il s'est peu écarté, privilégiant le produit industriel plutôt que l'objet précieux, le prototype, l'usage sur l'esthétique, l'approche culturelle voire anthropologique sur l'artistique[source insuffisante]. Dans ce cadre, le Département d'Architecture et de Design n'a cessé de repousser les limites de la collection en interrogeant, la définition de l'objet muséal : l'entrée dans les années récentes de formes populaires.
Ainsi, en 2006, la création d'un nouveau département Médias[réf. nécessaire], qui deviendra en 2009 le département Médias et Performance, chargé des œuvres se déployant dans le temps (time-based works), vient, souligner la nécessité de pleinement prendre en compte des formes d'art collectionnées jusqu'alors de manière sporadique et lacunaire par d'autres départements, Cinéma avec la vidéo, Peinture ou Sculpture notamment pour les installations multimédia.
Au sein d'un schéma général[réf. nécessaire], chaque département a donc développé sa culture propre, ses logiques d'acquisitions spécifiques, une évolution renforcée à partir des années 1960, par le remplacement du comité d'acquisition du musée par des comités d'acquisitions par départements[réf. nécessaire].
Afin de toujours rester un musée d'art moderne, le MoMA devait se renouveler et se délester d'une partie ses collections tous les cinquante ans[réf. nécessaire]. Ceci conduisit le MoMA à céder en 1947 les chefs-d’œuvre plus anciens de sa collection au Metropolitan Museum of Art de New York en échange de fonds destinés à acquérir des œuvres contemporaines.
Mais cela ne suffisait pas car le problème que posait la présentation d’œuvres modernes dans les galeries tout en maintenant un rythme d'acquisition soutenu n'était pas résolu. Le musée doit en permanence trier de façon drastique ce qui est présenté dans les salles et aussi modifier l'intérieur et l'extérieur de ses bâtiments pour conserver une présentation judicieuse de ses œuvres.
Le MoMA PS1, situé dans le Queens, affilié au MoMA depuis 2000 constitue une annexe.

#### Collection et œuvres historiques
En 1939, soit dix ans après sa création, la collection du MoMA adopte[réf. nécessaire] les contours qui sont les siens: « une collection d'art international » depuis le postimpressionnisme, avec un accent sur l'Europe pour les premières années et un élargissement dans les suivantes.
L'institution conserve l'une des plus importantes collections d'art moderne et contemporain au monde avec celle du Centre Georges-Pompidou (Paris) et de la Tate Modern (Londres). Le fonds du musée contient 200 000 œuvres à peu près à ce jour[Quand ?]. On peut en consulter[Quand ?] 77 000 en ligne[réf. nécessaire]. Le Centre Pompidou contenant plus de 100 000 œuvres de 1905 à nos jours[Quand ?].
La collection du MoMA est riche de nombreuses productions artistiques modernes et contemporaines dans des domaines aussi divers que la peinture, la sculpture, le dessin, mais aussi la photographie, le design (Charles Eames, Livio Castiglioni, Achille Castiglioni, Pier Giacomo Castiglioni, Isamu Noguchi) et l'architecture (Frank Lloyd Wright, Ludwig Mies van der Rohe), la vidéo (Pac-Man) et le film (Citizen Kane, All Is Full of Love) puisque le MoMA a commencé à collecter ses premiers films en créant en 1935 une bibliothèque du film.

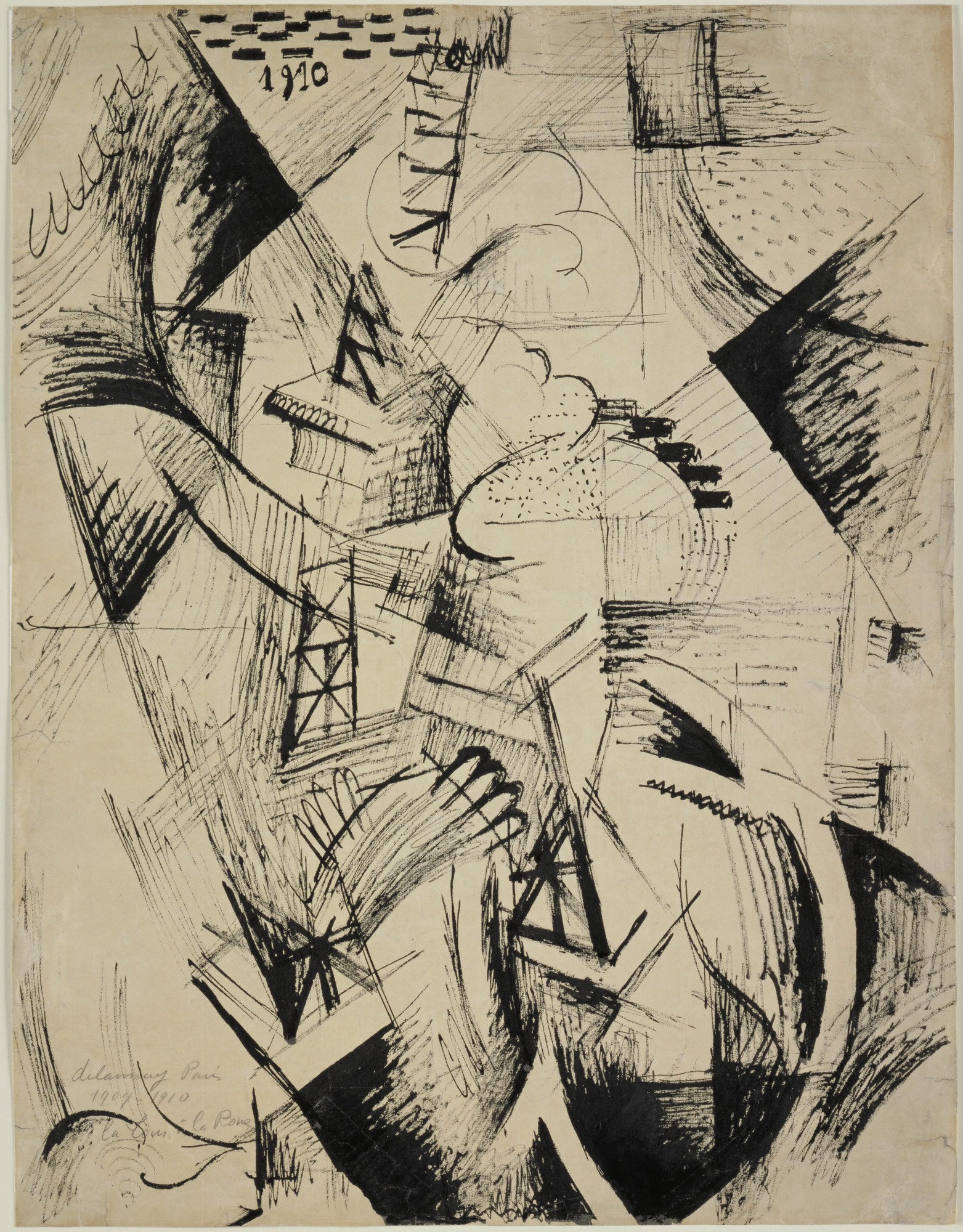
Robert Delaunay, La tour et la roue.
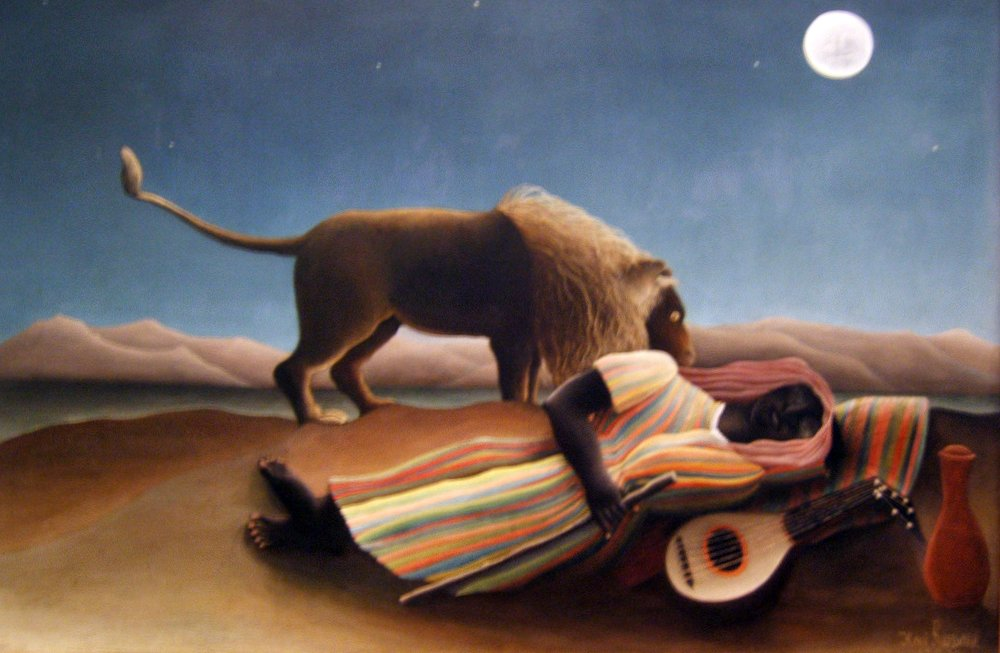
Henri Rousseau, dit le Douanier Rousseau, La Bohémienne endormie, 1897[26].
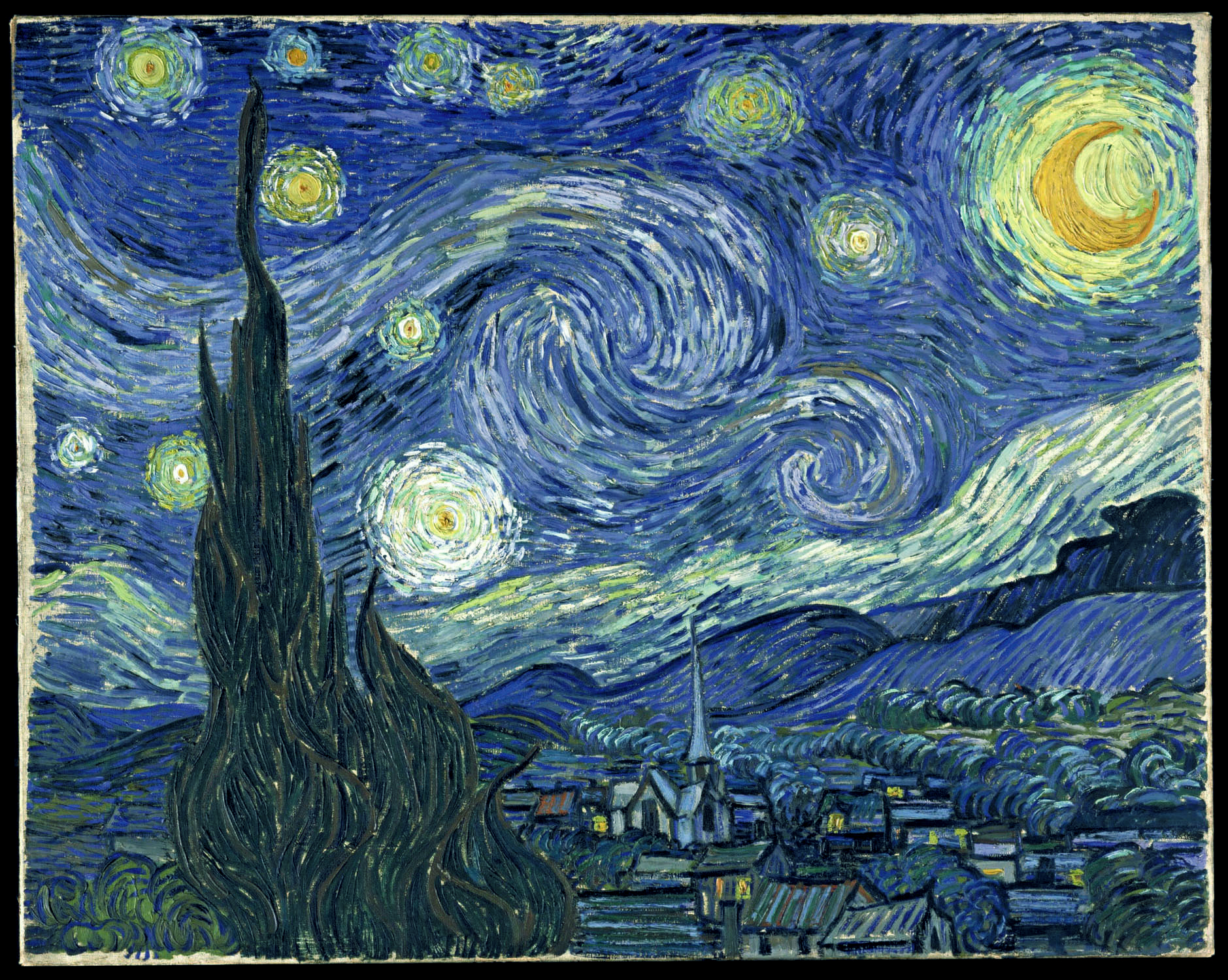
Vincent van Gogh, La Nuit étoilée, 1889[27].
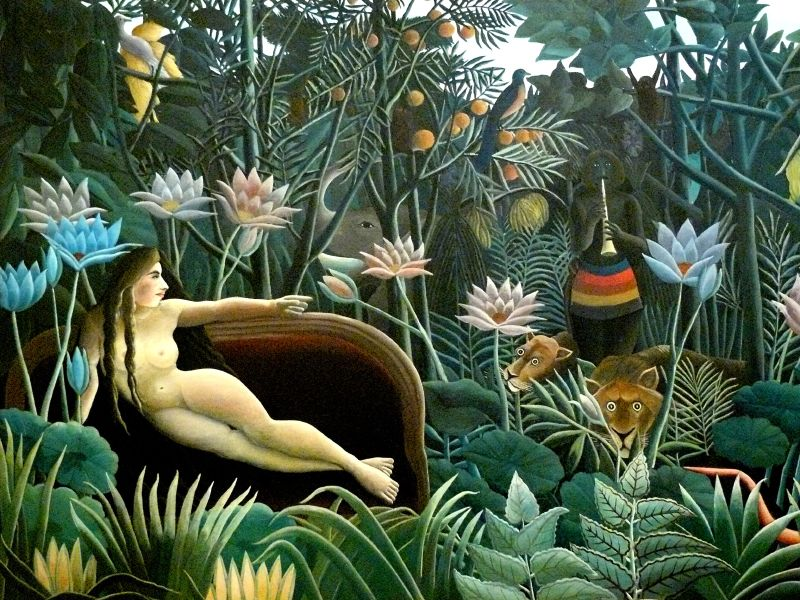
Henri Rousseau dit le Douanier Rousseau, Le Rêve, 1910[28].
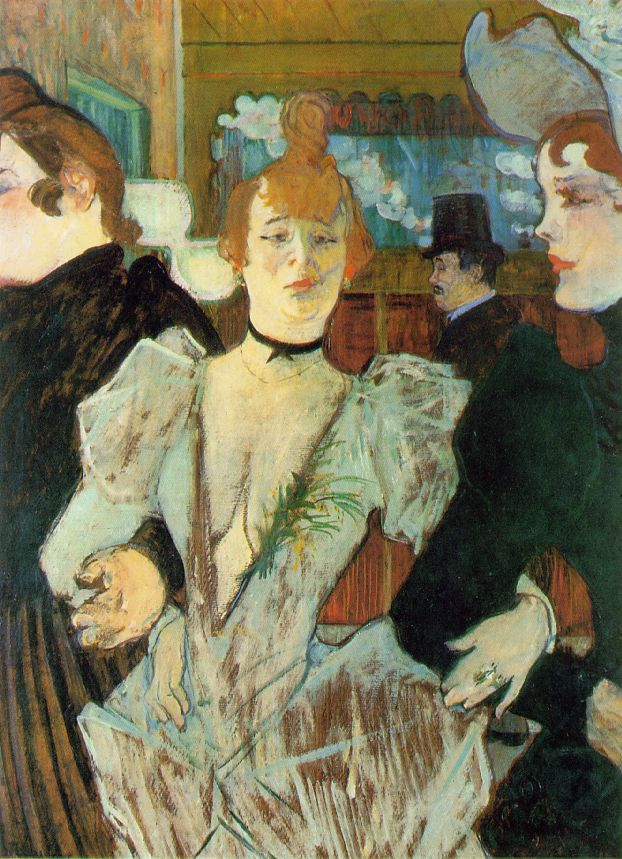
Henri de Toulouse-Lautrec, La Goulue entrant au Moulin-Rouge, 1891-1892[29].
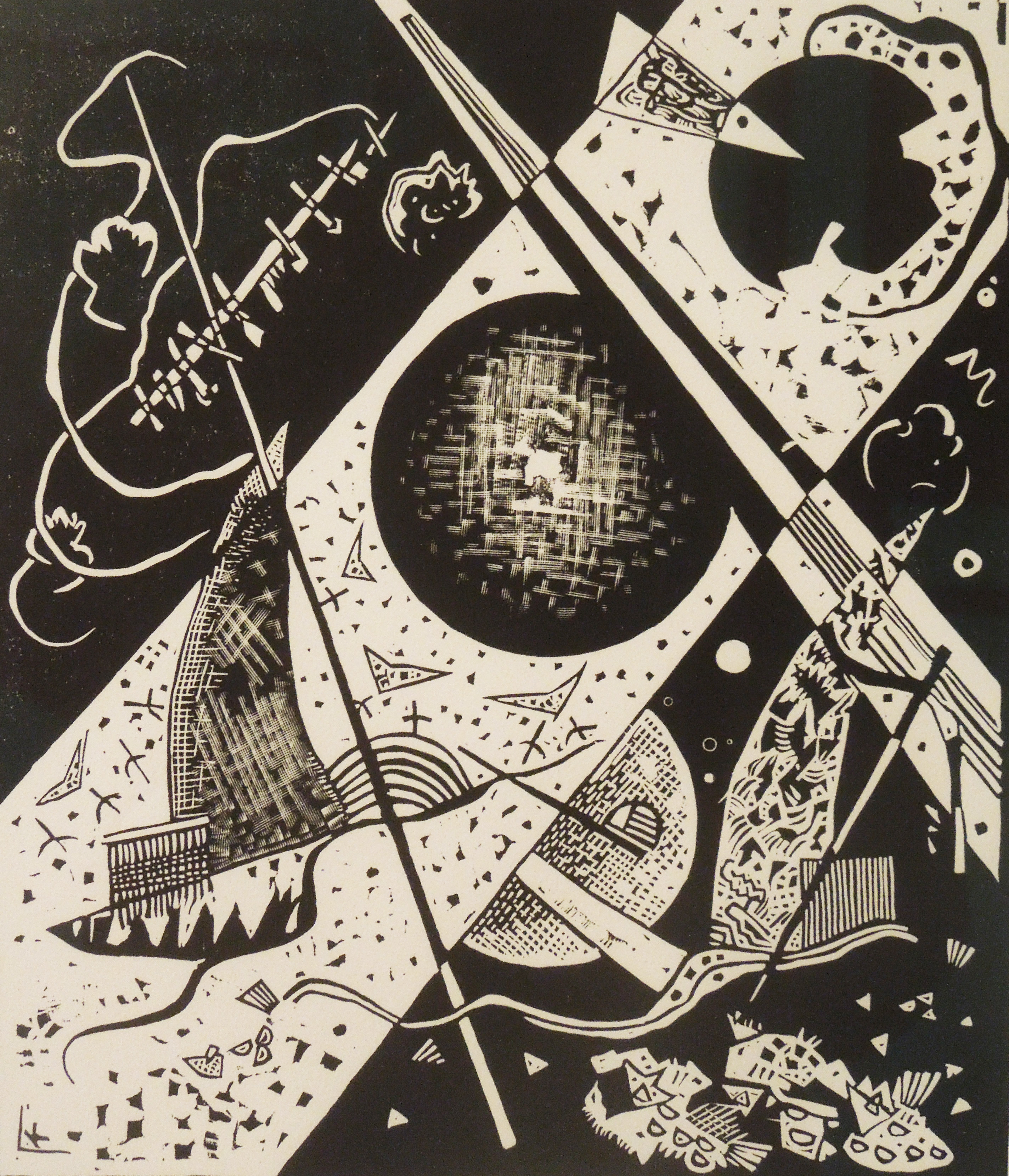
Wassily Kandinsky, Petits mondes.

- Vincent van Gogh : 3 peintures dont :
  - La Nuit étoilée, 1889[30]
  - Les Oliviers, 1889.
- Paul Gauguin : 6 peintures dont :
  - Te Aa No Areois, 1892
  - Hina te Fatou, 1893.
- Paul Cézanne : plus de 11 peintures dont : 
  - Le Grand Baigneur, vers 1885[31]
  - L'Estaque, 1879-83.
  - La Route tournante à Montgeroult, 1898.
  - Citerne au parc du Château Noir, 1900.
- Henri de Toulouse Lautrec : 2 peintures dont La Goulue entrant au Moulin-Rouge, vers 1892.
- Paul Signac : 2 peintures dont Portrait de Félix Fénéon, 1890.
- Georges Seurat : 4 peintures dont : 
  - Le Soir à Honfleur, 1886
  - Port en Bessin, entrée du port, 1888
  - Le Chenal de Gravelines, un soir, 1890.
- Douanier Rousseau : 3 peintures : 
  - La Bohémienne endormie, 1897
  - Les Rives de la Bièvre près de Bicêtre, vers 1908
  - Le Rêve, 1910.
- Edvard Munch : 8 peintures dont La Tempête, 1893.
- Gustav Klimt : 2 peintures :
  - Espoir II, 1907.
  - Le Parc, 1910.
- Pablo Picasso : 56 peintures dont : 
  - Les Demoiselles d'Avignon, 1907[32]
  - Jeune Garçon au cheval, 1906
  - Violon et raisins, 1912
  - Trois Musiciens, 1921
  - Baigneur assis, 1930
  - Fille devant un miroir, 1932.
- Georges Braque : 10 peintures dont :
  - Le Guéridon, 1928
  - Atelier V, dit aussi Studio V, 1949-1950[33].
- Juan Gris : 5 peintures dont :
  - Nature morte aux fleurs, 1912
  - Le petit-déjeuner, 1914.
- Umberto Boccioni : 
  - Stati d'animo, 1911
  - La ville se lève, 1911.
- Franz Marc : 1 peinture, La Vache-monde, 1913.
- Marc Chagall : 
  - Moi et le village, 1911
  - L'Anniversaire, 1915
  - Au-dessus de Vitebsk, 1915-1920.
- Giorgio De Chirico : 14 peintures dont :
  - Chant d'Amour, 1914
  - La Nostalgie de l'Infini, 1911
  - Gare Montparnasse (La Mélancolie du départ), 1914
  - L'Enigme d'une journée, 1914
  - Le Vaticinateur, 1915
    - Le double songe du printemps, 1915
    - Le Duo, 1915.
- Amedeo Modigliani : 3 peintures dont Anne Zborowska, 1917.
- Henri Matisse : 22 peintures dont :
  - La Japonaise au bord de l'eau, 1905
  - Intérieur à la fillette, 1905-1906
  - La Danse I, 1909[34]
  - L'Atelier rouge, 1911
  - La Fenêtre bleue, 1913
  - Femme au tabouret, 1914
  - Vue de Notre-Dame, 1914
  - Le Rideau jaune, 1915
  - Marocains, 1915-1916
  - La Leçon de piano, 1916
  - Odalisque au tambourin, 1925-1926
  - Femme à la voilette, 1927
  - Branche de prunier, fond ocre, 1948.
- Vladimir Kandinsky : 6 peintures dont :
  - Image avec un archer, 1909
  - Séries des Quatre Saisons, 1914.
- Claude Monet, triptyque Les Nymphéas, 1920 (œuvre acquise en remplacement d'une précédente détruite dans l'incendie du 15 avril 1958).
- Kasimir Malevitch :
  - Carré blanc sur fond blanc, dit aussi Suprematist Composition; White on White, 1918[35]
  - Femme aux seaux, 1912
  - Samovar, 1913.
- Joan Miró : 20 peintures dont : 
  - Paysage catalan (Le chasseur), 1924
  - Hirondelle Amour, 1933
  - Nature morte au vieux soulier, 1937.
- Otto Dix : 3 peintures, dont Docteur Mayer-Hermann, 1926.
- Fernand Léger : 15 peintures dont : 
  - Hélices, 1918
  - Le Grand déjeuner, 1921
  - Trois femmes, 1922.
- Max Ernst : 9 peintures dont : 
  - C'est le chapeau qui fait l'homme, 1920
  - Napoléon dans le désert, 1941.
- Paul Klee, La Machine à gazouiller, 1922.
- Tarsila do Amaral : A Lua, 1928.
- Salvador Dalí : 4 peintures dont :
  - La Persistance de la mémoire, 1931[36]
  - L'Angélus de Gala, 1935
- René Magritte : 7 peintures dont :
  - Les Amants, 1928
  - L'Assassin menacé, 1927
  - Le Faux miroir, 1928
  - Le Portrait, 1935
  - L'Empire des lumières, 1953
- Edward Hopper : 6 peintures dont :
  - New York Movie, 1939
  - Maison au bord de la voie ferrée, 1925
  - Fenêtres la nuit, 1928
  - Gas, 1940.
- Piet Mondrian : 10 peintures dont Composition II en rouge, bleu et jaune, 1930 ; Broadway Boogie Woogie, 1942-43[37].
- Balthus : 4 peintures dont La Rue, 1933 ; André Derain, 1936.
- Yves Tanguy : 10 peintures dont Maman, papa est blessé !, 1927.
- Frida Kahlo : 3 peintures dont Mes grands-parents, mes parents et moi, 1936 ; Autoportrait aux cheveux courts, 1941.
- Andrew Wyeth : Christina's World, 1948.
- Jackson Pollock : 20 peintures dont One : Number 31, 1950, 1950[38].
- Pierre Soulages : 8 œuvres dont Peinture 193,4 x 129,1 cm, 1948-1949, 1949 et Peinture 150,5 x 195 cm, 1 août 1956, 1956.
- Willem de Kooning, Woman I, 1950-52.
- Barnett Newman, Vir Heroicus Sublimis, 1950-51[39].
- Jasper Johns, Flag, vers 1954[40].
- Andy Warhol : 10 peintures dont Campbell's Soup Cans, 1962 ; Golden Marilyn Monroe, 1962.
- Roy Lichtenstein : 9 peintures dont Girl with Ball, 1961[41] ; Drowning Girl, 1963.
- Francis Bacon : 7 peintures dont Painting, 1946.
- Lucian Freud : 2 peintures dont Portrait de femme, 1949.
- David Hockney : 2 peintures.
- Frank Stella, Le Mariage de la raison et de la misère noire, II, 1959

La collection est complétée par d'archives documentaires, que ce soit les archives des expositions et activités du MoMA ou les bibliothèques spécialisées telle que celle consacrée aux arts modernes et contemporains latino-américains[réf. nécessaire].

## Demandes de restitution liées à la Shoah
Le MoMA a été impliqué dans plusieurs plaintes initiées par des familles pour des œuvres d'art perdues pendant l'Holocauste et qui se sont retrouvées dans la collection du Musée d'art moderne,.
En 2009, les héritiers de l'artiste allemand George Grosz ont intenté une action en justice pour obtenir la restitution de trois œuvres de Grosz, et les héritiers de Paul von Mendelssohn-Bartholdy ont intenté une action en justice pour obtenir la restitution du tableau de Pablo Picasso intitulé Boy Leading a Horse (1905-1906)donné au MoMA par William S. Paley en 1964. Le statut de l'œuvre, vendue sous la contrainte par ses propriétaires juifs allemands dans les années 1930, a été contesté. Les descendants des propriétaires initiaux ont poursuivi le MoMA et le Solomon R. Guggenheim Museum, qui possède un autre tableau de Picasso, Le Moulin de la Galette (1900), ayant appartenu à la même famille, pour obtenir la restitution des œuvres. En 2009, les deux musées ont conclu un accord confidentiel avec les descendants avant que l'affaire ne soit jugée et ont conservé leurs tableaux respectifs. Dans une déclaration commune, les deux musées ont écrit : « nous avons conclu un accord simplement pour éviter les coûts d'un litige prolongé et pour garantir que le public continue d'avoir accès à ces tableaux importants ».
Dans un autre cas, après une bataille judiciaire de dix ans, le MoMA a restitué en 2015 à la famille Fischer un tableau intitulé Sand Hills de l'artiste allemand Ernst Ludwig Kirchner, qui avait été laissé par Max Fischer lorsqu'il avait fui l'Allemagne pour les États-Unis en 1935,.
En février 2024, le New York Times rapporte que le MoMa a secrètement restitué Over Vitebsk de Marc Chagall aux héritiers de Franz Matthiesen en 2021 et que la restitution implique un paiement de 4 millions de dollars au musée,. Le tableau est passé par le marchand nazi Kurt Feldhausser et la Wehye Gallery et sa provenance est contestée. Le musée a d'abord déclaré que l'acquisition ne posait pas de problème, car son chercheur en provenance estimait que le transfert de Matthiesen était un remboursement de dette et n'était pas lié à la persécution des Juifs par les nazis, mais le musée est ensuite revenu sur sa position.

## Expressionnisme abstrait et guerre froide

### Contexte
La situation artistique jusqu’à la fin de la Seconde Guerre mondiale aux États-Unis ne fut pas des plus favorables pour les artistes contemporains. Le mouvement de l’expressionnisme abstrait fut l’objet de nombreuses attaques par tous les politiques jusqu’au Président Truman lui–même[réf. nécessaire].
Truman considérait que l’art n’était pas innocent mais fortement imprégné de politique[réf. nécessaire]. Et ce président démocrate, était aussi conservateur et anti-communiste, et fortement attaché à des valeurs traditionnelles dans le domaine des arts[réf. nécessaire].
Dans les années 1950, certains représentants comme le député républicain George Anthony Dondero (en), qui symbolisait le fer de lance d’un anticommunisme qui ouvrira les portes du maccarthysme, se firent les porte-voix d’une Amérique traditionaliste et lobbyiste, déclarant dans de grands effets rhétoriques :
« Le Cubisme aspire à la destruction par la discordance du dessin. Le Futurisme aspire à la destruction à travers le mythe de la machine… Le Dadaïsme aspire à la destruction par le ridicule. L’Expressionnisme aspire à la destruction en singeant le primitif et l’insane… ».
« Les artistes ultramodernes sont inconsciemment utilisés comme des outils par le Kremlin. »[source insuffisante].
Et, même si les artistes et l’intelligentsia américaine avaient subi entre 1935 et 1941 une « dé-marxisation », il n’en reste pas moins que des artistes comme Jackson Pollock, Motherwell ou Rothko avaient, dans les années 1930, eu une production artistique et des positions politiquement engagées voire pour certains révolutionnaires. Pollock, par exemple, avait expérimenté la technique de la fresque de propagande aux côtés de Siqueiros[réf. nécessaire]. Ce type de position ne pouvait être oublié par les anti-communistes[réf. nécessaire].
Ainsi, durant la guerre froide, promouvoir officiellement les expositions d’art moderne n’était donc pas possible pour le gouvernement[réf. nécessaire]. Mais il était face à une nécessité : la culture et particulièrement les arts plastiques représentaient un espace de lutte idéologique fort dont ne manquaient pas de se servir les Soviétiques[réf. nécessaire]. Et, malgré le désaccord esthétique, mais aussi social, qui pouvait exister entre les artistes de l’avant-garde et le gouvernement américain, l’art moderne représentait, malgré tout, pour ce dernier une idéologie de la liberté[réf. nécessaire].
Le gouvernement tente de mettre en place des projets par l’intermédiaire de différentes agences comme l'United States Information Agency (USIA), mais beaucoup doivnt être annulés en raison de l’opposition qu’ils rencontraient[réf. nécessaire].

### Art et idéaux
Il est nécessaire de se tourner vers des organismes qui défendraient et feraient la promotion de l’avant-garde comme modèle de la liberté américaine. Le gouvernement se tourna vers le secteur privé, en particulier vers le Museum of Modern Art de New York. En effet, aux États-Unis la plupart des musées et des collections d’art sont « privés ». Il était donc pertinent pour les dirigeants américains d’accorder un soutien à ces musées et fondations ayant déjà l’habitude de soutenir l’Expressionnisme Abstrait.
Le programme international du MoMA produisait déjà, dans différentes capitales du monde (Londres, São Paulo, Paris…), des expositions d’art contemporain américain et, principalement de l’Expressionnisme Abstrait. Le musée assumait, de fait, la représentation américaine là ou les autres nations étaient représentées par des supports gouvernementaux aux expositions. Entre 1954 et 1962, le Département d’État refuse de prendre la responsabilité du pavillon américain durant les Biennales de Venise. La gestion de ce pavillon national fut donc confiée au MoMA avec le soutien financier de la Central Intelligence Agency distillé par l'intermédiaire de fondations.
Ainsi, en 1960, ouvre au musée des Arts décoratifs (Paris), une exposition appelée Antagonisme ; dans cette exposition se retrouvaient, entre autres, Sam Francis, Jackson Pollock, Mark Rothko, Mark Tobey, Beauford Delaney… Cette exposition avait été présentée en partie à Vienne pour faire contrepoids au festival des jeunesses communistes qui avait eu lieu l’année précédente. Dans l'introduction du catalogue de l’exposition The New American Painting, Alfred Barr montra le rôle de l’Expressionnisme Abstrait durant la guerre froide.

## Rénovation
850 millions de dollars sont rassemblés pour la rénovation du MoMA au début du XXIe siècle : 500 millions sont donnés par les membres du conseil d'administration à titre philanthropique ; 65 millions sont offerts par la municipalité de New York. Le musée s'agrandit (sa surface est doublée) : en 2017, il compte trois magasins de souvenirs et librairies, quatre cafés et restaurants et peut accueillir 7 000 visiteurs par jour. Le projet est mené par Kohn Pedersen Fox. Cependant ces rénovations et expansions engagées par le directeur actuel du musée Glenn D. Lowry ne sont pas toujours considérées comme des améliorations, ainsi Michael Wolff dans The Guardian estime qu'elles sont contraires aux intérêts du musée.
Après la rénovation, le droit d'entrée augmente en passant à 20 dollars. Cependant, l'entrée reste gratuite aux moins de 16 ans et pour les étudiants new-yorkais. L'entrée est gratuite tous les vendredis après-midi, de 16 h à 20 h, grâce au soutien du sponsor, les magasins Uniqlo.

## Fréquentation
En 2010, le musée accueille 3 131 238 personnes, devenant la troisième institution la plus visitée aux États-Unis après le Metropolitan Museum of Art (New York, 5 216 988 personnes) et la National Gallery of Art (Washington D.C., 4 775 114 personnes). En 2017, il reçoit la visite de 2 750 000 personnes, glissant en septième position sur le continent nord-américain.